# Herbert Dreilich
Herbert Dreilich (né le 5 décembre 1942 à Mauterndorf, mort le 12 décembre 2004 à Berlin) est un chanteur de rock allemand.

## Biographie
Herbert Dreilich grandit en Grande-Bretagne et en Allemagne de l'Ouest. Il arrive en Allemagne de l'Est en 1959 et a un diplôme de commercial en 1961 et exerce ce métier. À partir de 1960, il joue de la guitare dans des groupes amateurs, notamment de Reinhard Lakomy de 1962 à 1964 et dans les Music-Stromers de 1967 à 1968. De 1967 à 1971, il fréquente l'école de musique de Friedrichshain. De 1968 à 1969, il joue dans le quintette de Henry Kotowski et les Puhdys, de 1969 à 1971 dans les Alexanders, de 1971 à 1974 dans Panta Rhei (avec Veronika Fischer) et à partir de 1975 dans Karat.
En 1977, il devient le chanteur de Karat. Le groupe participe au Grand Prix des Internationalen Schlagerfestivals à Dresde en 1978 et donne un concert à Berlin-Ouest. Les albums Der blaue Planet (1982) et Albatros (1984) sont disques d'or en Allemagne de l'Ouest. En 1986, il s'implique dans le groupe Gitarreros et travaille avec Tamara Danz (Silly), Toni Krahl (City) et Mike Kilian (Rockhaus).
En octobre 1997, il est victime d'un AVC mais revient sur scène l'année suivante. En août 2003, il tombe malade d'un cancer du foie dont il meurt le 12 décembre 2004. À son enterrement le 15 au cimetière de Berlin-Biesdorf, sont présents de nombreux artistes comme Peter Maffay, Heinz Kahlau, Norbert Kaiser ou les Puhdys.
Herbert Dreilich est le père de Claudius Dreilich.

## Source de la traduction
- (de) Cet article est partiellement ou en totalité issu de l’article de Wikipédia en allemand intitulé « Herbert Dreilich » (voir la liste des auteurs).